# Crypteroniaceae
Crypteroniaceae — родина квіткових дерев і кущів. Родина включає 13 видів у трьох родах, що походять з Індомалаї.

## Роди
Існує три роди Crypteroniaceae, усі вони поширені в азійських тропічних лісах:
- Axinandra Thwaites
- Crypteronia Blume
- Dactylocladus Oliv.

Рід Axinandra включає чотири види, один на Шрі-Ланці (A. zeylanica), а інші на Борнео та Малайському півострові. Crypteronia включає сім видів, починаючи від східної Індії через Південно-Східну Азію та південний Китай до Малайського півострова, Індонезії та Нової Гвінеї. Dactylocladus складається з одного виду, що походить із низинних торф’яних болотистих лісів Борнео.

## Філогенетика
Морфологічні аналізи, підтверджені недавнім аналізом ДНК хлоропластів, показують, що Crypteroniaceae найтісніше пов’язані з чотирма невеликими родинами: Penaeaceae, Oliniaceae, Rhynchocalycaceae з південної Африки та Alzateaceae з Центральної та Південної Америки. Вважається, що загальний предок цих п’яти родин походить із західної Гондвани в крейдяну епоху, а Crypteroniaceae були перенесені на північ з Індією після розпаду південного суперконтиненту, розділившись на три роди до зіткнення Індії з Азією. Згодом ці роди поширилися з Індії у вологі тропічні ліси Південно-Східної Азії.